# Saint-Jean-du-Cardonnay
Saint-Jean-du-Cardonnay é uma comuna francesa na região administrativa da Normandia, no departamento de Sena Marítimo. Estende-se por uma área de 7,51 km². Em 2010 a comuna tinha 1 390 habitantes (densidade: 185,1 hab./km²).